# Ергі-Барлик
Сільське поселення (сумон) Ергі-Барлик входить до складу Барун-Хемчицького кожууна Республіки Тива Російської Федерації.

## Населення
Населення сумона станом на 1 січня року
| Рік    | 2011 | 2012 | 2013 | 2014 | 2015 |
| ------ | ---- | ---- | ---- | ---- | ---- |
| Насел. | 1614 | 1595 | 1562 | 1546 | 1537 |